# 서강 (배우)
서강(본명 : 이정호, 1984년 7월 20일 ~ )은 대한민국의 배우이다.

## 출연작

### 영화
- 《눈물이여! 달을 밝혀라》 (2015년) - 민우 역
- 《사물의 비밀》 (2011년) - 청년들 역

### 드라마
- 《화정》 (2015년, MBC) - 김자점의 수하이자 승정원 관료 역
- 《맨도롱 또똣》 (2015년, MBC) - 홍보실직원 역
- 《동이》 (2010년, MBC) - 막남 역
- 《선덕여왕》 (2009년, MBC) - 양길 역
- 《꽃보다 남자》 (2009년, KBS) - 신화고 학생 역
- 《돌아온 일지매》 (2009년, MBC)
- 《대왕 세종》 (2008년, KBS)
- 《미스터리 형사》 (2008년, 메가TV)
- 《이산》 (2007년, MBC)
- 《얼마나 좋길래》 (2006년, MBC)
- 《내 이름은 김삼순》 (2005년, MBC)

### 연극
- 《죽이는 이야기》 (2007년)